# Меморандум Уай-Ривер

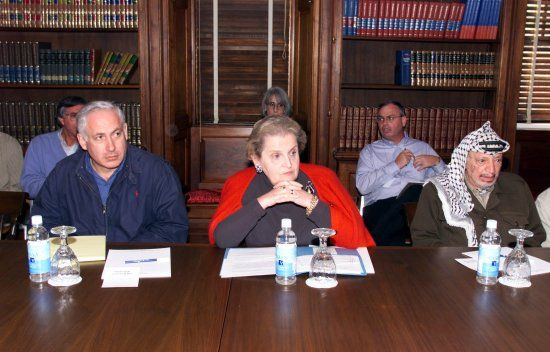
Израильский премьер-министр Беньямин Нетаниягу (слева), государственный секретарь США Мадлен Олбрайт и Ясир Арафат на подписании Меморандума Уай-Ривер, 1998

Меморандум Уай-Ривер (англ. Wye River Memorandum) — соглашение, заключенное 23 октября 1998 года в Белом Доме в Вашингтоне между Израилем и Палестинской национальной администрацией при посредничестве США. Меморандум стал итогом переговоров в Уай Плантейшен, штат Мэриленд, длившихся девять дней. Положения меморандума предусматривали передачу территории Иудеи и Самарии под контроль Палестинской администрации в обмен на обязательство принятия эффективных мер по борьбе с терроризмом. В документе также описаны этапы дальнейшего вывода израильских войск с западного берега реки Иордан и намечен график взаимных действий и уступок.